# Ender's Game
Ender's Game är en amerikansk science fiction actionfilm baserad på boken Enders spel (1985) av Orson Scott Card. Filmen hade premiär 25 oktober 2013 och svensk premiär 8 november samma år.

## Handling
Efter att en utomjordisk ras som kallas giftingar anfallit Jorden, förbereder den internationella flottan sig för nästa invasion genom att utbilda de bästa barnen för att hitta framtidens ledare för den internationella flottan. Ender Wiggin (Asa Butterfield), en blyg men strategiskt briljant pojke, tas ur sin skola på Jorden för att arbeta med International Fleet och studera på den legendariska Stridsskolan i rymden. Efter att enkelt ha bemästrat de allt svårare krigsspelen och utmärkt sig och vunnit respekt bland sina kamrater, blir Ender snart rekommenderad av överste Graff (Harrison Ford) som militärens nästa stora hopp, vilket resulterar i hans befordran till Befälskolan. Väl där tränas han av Mazer Rackham (Ben Kingsley) för att leda militären i ett krig som kommer att avgöra framtiden för Jorden och mänskligheten.

## Rollista
| Asa Butterfield      | – Ender Wiggin               |
| Harrison Ford        | – Colonel Graff              |
| Ben Kingsley         | – Mazer Rackham              |
| Abigail Breslin      | – Valentine Wiggin           |
| Hailee Steinfeld     | – Petra Arkanian             |
| Aramis Knight        | – Bean                       |
| Moisés Arias         | – Bonzo                      |
| Jimmy Pinchak        | – Peter Wiggin               |
| Suraj Parthasarathy  | – Alai                       |
| Conor Carroll        | – Bernard                    |
| Khylin Rhambo        | – Dink                       |
| Brandon Soo Hoo      | – Fly Molo                   |
| Viola Davis          | – Major Anderson             |
| Caleb J. Thaggard    | – Stilson                    |
| Stevie Ray Dallimore | – John Paul Wiggin           |
| Andrea Powell        | – Theresa Wiggin             |
| Nonso Anozie         | – Sergeant Dap               |
| Orson Scott Card     | – Pilot (endast röst, cameo) |

## Produktion
Filminspelningen pågick mellan den 27 februari och 12 juni 2012 i New Orleans, Louisiana.